# Risa Shinnabe
Risa Shinnabe (em japonês:  理沙 新鍋; Kirishima, 11 de julho de 1990) é uma jogadora de voleibol japonesa que representou o seu país nos Jogos Olímpicos de 2012, em Londres.
Shinnabe fez parte da Seleção Japonesa que conquistou a medalha de bronze ao derrotar a Coreia do Sul por 3 sets a 0 na disputa de terceiro lugar.
No dia 20 de junho de 2020, ano em que ocorreriam os Jogos Olímpicos de Verão de 2020, Shinnabe anunciou sua aposentadoria.

## Premiações Individuais
- V-League Japonesa de Voleibol Feminino de 2011/2012: "Melhor Defesa"
- V-League Japonesa de Voleibol Feminino de 2012/2013: "Melhor Defesa"
- Torneio Karowashiki de 2012: "Melhor Ponteira"